# Abrothallus
Abrothallus is een geslacht van schimmels behorend tot de familie Abrothallaceae. Het lectotype is Abrothallus bertianus.

## Levenswijze
Abrothallus-soorten zijn obligate parasieten op korstmossen. Verschillende leden van de struik- en bladkorstmossen komen als gastheer in aanmerking, vooral uit de families Parmeliaceae en Lobariaceae, maar ook soorten uit de families Nephromataceae, Stereocaulaceae, Cladoniaceae, Ramalinaceae en Pannariaceae. Het geslacht is kosmopolitisch, leden van het geslacht zijn gevonden op alle continenten behalve Antarctica.

## Taxonomie
Het geslacht Abrothallus werd al in 1845 beschreven door Giuseppe De Notaris. Lange tijd was de taxonomische positie onzeker en pas in 2010 werd het geslacht alleen als incertae sedis binnen de zakjeszwammen opgenomen. In 2014 beschreven Sergio Pérez-Ortega en Ave Suija de monotypische orde Abrothallales met de enige familie Abrotallaceae en hun enige geslacht Abrothallus. Ze vormen een orde met een onzekere positie binnen de Dothideomycetes.

## Soorten
Volgens Index Fungorum telt het geslacht 42 soorten (peildatum maart 2023):
| Soortnaam                    | Auteur(s)                                      | Publicatiejaar |
| ---------------------------- | ---------------------------------------------- | -------------- |
| Abrothallus acetabuli        | Diederich                                      | 1990           |
| Abrothallus boomii           | Pérez-Ort. & Suija                             | 2015           |
| Abrothallus brattii          | (S.Y. Kondr.) Suija & Pérez-Ort.               | 2015           |
| Abrothallus bryoriarum       | Hafellner                                      | 1994           |
| Abrothallus caerulescens     | I. Kotte                                       | 1909           |
| Abrothallus canariensis      | Pérez-Ort., van den Boom & Suija               | 2015           |
| Abrothallus cetrariae        | I. Kotte                                       | 1909           |
| Abrothallus cladoniae        | R. Sant. & D. Hawksw.                          | 1990           |
| Abrothallus curreyi          | Linds.                                         | 1867           |
| Abrothallus doliiformis      | Pérez-Ort. & Suija                             | 2015           |
| Abrothallus eriodermae       | Suija, Etayo & Pérez-Ort.                      | 2015           |
| Abrothallus ertzii           | Suija & Pérez-Ort.                             | 2015           |
| Abrothallus etayoi           | Pérez-Ort. & Suija                             | 2015           |
| Abrothallus granulatae       | Wedin                                          | 1994           |
| Abrothallus halei            | Pérez-Ort., Suija, D. Hawksw. & R. Sant.       | 2010           |
| Abrothallus heterodermiicola | Etayo & F. Berger                              | 2017           |
| Abrothallus hypotrachynae    | Etayo & Diederich                              | 2002           |
| Abrothallus kamchatica       | (Zhurb. & Stepanch.) Pérez-Ort. & Suija        | 2015           |
| Abrothallus lobariae         | (Diederich & Etayo) Diederich & Ertz           | 2018           |
| Abrothallus macrosporus      | Etayo & R. Sant.                               | 2010           |
| Abrothallus microspermus     | Tul.                                           | 1852           |
| Abrothallus nephromatis      | Suija & Pérez-Ort.                             | 2015           |
| Abrothallus niger            | Etayo                                          | 2017           |
| Abrothallus parmeliarum      | (Sommerf.) Arnold                              | 1874           |
| Abrothallus parmotrematis    | Diederich                                      | 2011           |
| Abrothallus peyritschii      | (Stein) I. Kotte                               | 1909           |
| Abrothallus pezizicola       | Diederich & R.C. Harris                        | 2003           |
| Abrothallus prodiens         | (Harm.) Diederich & Hafellner                  | 1990           |
| Abrothallus psoromatis       | (Zhurb. & U. Braun) Diederich & Zhurb.         | 2018           |
| Abrothallus puntilloi        | Brackel                                        | 2016           |
| Abrothallus ramalinae        | Diederich                                      | 2017           |
| Abrothallus santessonii      | (D. Hawksw.) A. Suija, D. Hawksw. & Pérez-Ort. | 2018           |
| Abrothallus secedens         | Wedin & R. Sant.                               | 1994           |
| Abrothallus stereocaulorum   | Etayo & Diederich                              | 2002           |
| Abrothallus stictarum        | Etayo                                          | 2002           |
| Abrothallus stroblii         | Hafellner                                      | 2008           |
| Abrothallus subhalei         | Etayo, Flakus & Kukwa                          | 2019           |
| Abrothallus suecicus         | (Kirschst.) Nordin                             | 1964           |
| Abrothallus teloschistis     | Brackel, Pérez-Ortega & Suija                  | 2015           |
| Abrothallus tulasnei         | M.S. Cole & D. Hawksw.                         | 2001           |
| Abrothallus usneae           | Rabenh.                                        | 1861           |
| Abrothallus welwitschii      | Mont. ex Tul.                                  | 1852           |